# Křísci
Křísci (Membracoidea) je nadčeleď hmyzu, která zahrnuje především velké čeledi křískovití (Cicadellidae) a ostnohřbetkovití (Membracidae). Jsou to dvě největší čeledi mezi těmi, které bývávaly řazeny do skupiny stejnokřídlých (Homoptera).
Další čeledi v nadčeledi křísci jsou poměrně malé a bývávají klasifikovány jako kategorie jiných čeledí, i když jsou všechny v současnosti považovány za platné, monofyletické skupiny. Zvláštní je, že reliktní čeleď Myerslopiidae je v současnosti jedna z nejvíce popisovaných ze všech čeledí řádu polokřídlí Hemiptera.
K podřádu křísi (Auchenorrhyncha): V ČR je potvrzeno 574 druhů křísů. Nelze je slyšet, dorozumívají se rozechvíváním stvolu, na němž sedí, slyší zvuk vibrující trávy.
V ČR žije například:
- pidikřísek bělostný (Aguriahana stellulata, Burmeister 1841), velikost okolo 4 mm;
- mokřatka mřížkovaná (Anoscopus flavostriatus, Donovan, 1799);
- mokřatka polní (Aphrodes bicinctus, Schrank, 1776);
- Cicadula persimilis, monofág na trávě srha říznačka (Dactylis glomerata). Žije spíše v mezofilních biotopech, např. na loukách. Spolu s níže uvedeným křískem čtyřskvrnným je nejčastějším druhem rodu Cicadula žijícím v ČR.[6]
- křísek čtyřskvrnný (Cicadula quadrinotata, Fabricius, 1794), délka 4 mm i 4,6 mm. Žije spíše ve vlhčích biotopech – v mokřadech a na vlhkých loukách – na různých druzích ostřic (Carex spp.). Druhy rodu Cicadula lze určit jen podle pohlavních orgánů.[6]
- křísek bleší (Deltocephalus pulicaris, Fallén 1806) – délka 3,1 mm;
- pidikřísek šípkový (Edwardsiana rosae, Linnaeus, 1758), též křísek šípkový;
- pidikřísek zelenavý (Empoasca vitis, Göthe, 1875) – též křísek zelenavý (nemělo by se používat zastaralé jméno bezočka zelenavá, užívané ve staré literatuře), délka 3,5–4 mm;
- křísek okénkový (Errastunus ocellaris, Fallén, 1806) – délka 2 mm;
- křísek obecný (Euscelis incisus, Kirschbaum, 1858) – délka samice 3,5 mm, délka nymfy, 3 mm;
- mokřatka žlutočerná (Evacanthus interruptus, Linnaeus, 1758) – též křísek chmelový, délka 5 mm;
- křísek žlutošedý (Macrosteles laevis, Ribaut 1927) – délka 3,6 mm; od druhů Macrosteles cristatus nebo M. sexnotatus lze odlišit jen podle samčích genitálií;
- Penthimia nigra, Goeze, 1778 – délka 5 mm;
- křísek polní (Psammotettix alienus, Dahlbom, 1850) – délka 4,1 mm;
- pidikřísek jilmový (Ribautiana ulmi, Linnaeus, 1758) – též křísek jilmový;
- křísek plavý (Turrutus socialis, Flor, 1861).